# Kútsky les
Kútsky les este o arie protejată (arie specială de conservare — SAC, sit de importanță comunitară — SCI) din Slovacia întinsă pe o suprafață de 374,87 ha, integral pe uscat.

## Localizare
Centrul sitului Kútsky les este situat la coordonatele 48°39′17″N 16°58′24″E / 48.654722°N 16.973333°E.

## Înființare
Situl Kútsky les a fost declarat sit de importanță comunitară în aprilie 2004 pentru a proteja 29 de specii de animale. Situl a fost protejat și ca arie specială de conservare în martie 2004.

## Biodiversitate
Situată în ecoregiunea panonică, aria protejată conține 5 habitate naturale: Pajiști aluvionare inundabile, de Cnidion dubii, Păduri aluvionare cu Alnus glutinosa și Fraxinus excelsior (Alno-Padion, Alnion incanae, Salicion albae), Lacuri eutrofice naturale cu vegetație de tip Magnopotamion sau Hydrocharition, Râuri cu maluri nămoloase cu vegetație de Chenopodion rubri p.p. și Bidention p.p., Păduri mixte riverane de Quercus robur, Ulmus laevis și Ulmus minor, Fraxinus excelsior sau Fraxinus angustifolia, de-a lungul marilor râuri (Ulmenion minoris).
La baza desemnării sitului se află mai multe specii protejate:
- păsări (14): rață pitică (Anas crecca), rață fluierătoare (Anas penelope), gâscă cenușie (Anser anser), gâscă de semănătură (Anser fabalis), Bucephala clangula, erete vânăt (Circus cyaneus), cioară de semănătură (Corvus frugilegus), Corvus monedula, lebădă de vară (Cygnus olor), egretă albă (Egretta alba), ferestrașul mare (Mergus merganser), corcodel-cu-gât-negru (Podiceps nigricollis), mărăcinar negru (Saxicola torquatus), fluierarul de zăvoi (Tringa ochropus)
- amfibieni (2): buhai de baltă cu burta roșie (Bombina bombina), triton cu creastă dobrogean (Triturus dobrogicus)
- mamifere (1): castor (Castor fiber)
- nevertebrate (5): Anisus vorticulus, croitorul mare al stejarului (Cerambyx cerdo), Cucujus cinnaberinus, rădașcă (Lucanus cervus), Ophiogomphus cecilia
- pești (7): avat (Aspius aspius), zvârluga (Cobitis taenia), Gymnocephalus baloni, răspăr (Gymnocephalus schraetzer), boarță (Rhodeus sericeus amarus), Romanogobio albipinnatus, pietrar (Zingel zingel)

Pe lângă speciile protejate, pe teritoriul sitului au mai fost identificate 4 specii de plante, 6 specii de amfibieni, 2 specii de mamifere, 22 de specii de nevertebrate, 12 specii de pești, 4 specii de reptile.